# Brzeźno (stacja kolejowa)
Brzeźno – stacja kolejowa w Brzeźnie, w województwie lubelskim, w Polsce.